# Occità provençal
El provençal (en occità de Provença, provençau) és el dialecte occità que es parla a la Provença i a alguns territoris veïns. El niçard és una varietat provençal parlada a Niça.

## Extensió geogràfica
Segons la gramàtica de Juli Ronjat (publicada entre 1930 i 1941) i Pèire Bèc (el 1995), el provençal es parla:
- al sud de la regió Provença-Alps-Costa Blava (al sud de la ciutat de Dinha),
- a l'est del departament del Gard, a la regió Llenguadoc-Rosselló (als voltants de Nimes, amb el seu límit occidental que coincideix aproximadament amb el riu Vidorle i el peu de les Cevenes).
- al principat de Mònaco, on el provençal niçard coexisteix amb el lígur monegasc.

Segons alguns autors, el provençal comprèn totes les parles occitanes dels Alps (dites alpines o gavotes), és a dir el nord de la regió Provença-Alps-Costa Blava (al nord de Dinha) i a les Valls Occitanes de l'Estat italià.
Tanmateix, existeixen unes altres classificacions que agrupen els parlars dels Alps en l'occità vivaroalpí i no en el dialecte provençal. La inclusió dels parlars dels Alps dins del provençal s'explica més per motius històrics que dialectològics.
La inclusió de la franja de Nimes (i menys encara de la franja costanera del Vidorle) al dialecte provençal no impedeix el caràcter de transició que té aquesta zona i de la seva pertinença històrica al Llenguadoc i no a Provença.
Òbviament existeixen franges de transició entre els dialectes provençal i vivaroalpí que els dialectòlegs solen atribuir al vivaroalpí: sud de Droma (dita Droma Provençal), regió de Dinha, alt País Niçard.
També hi ha una transició entre els dialectes provençal i llenguadocià a l'extrem sud-est d'Ardecha i a l'oest de Nimes (cap al riu Vidorle i al peu de les Cevenes).

## Classificació del provençal
Segons Bèc (1995), els dialectes provençal i llenguadocià formen un conjunt sud-occità (o occità meridional), que es distingeix del nord-occità (vivaroalpí, alvernès i llemosí) i de l'occità gascó.

## Particularitats
Una part de les característiques lingüístiques d'aquesta varietat occitana ja es manifesten a l'Edat Mitjana una altra part es consolida a partir del segle XVII: 
- Vocalització de les -l en fi de síl·laba en [w] (fil > fiu, mèl > mèu, sal > sau, martèl > martèu).
- Vocalització freqüent (però no sistemàtica) de -lh en [w] (solelh > soleu).
- Tendència al manteniment de les -n en fi de mot (amb nasalització parcial de la vocal anterior), generalment desaparegudes en la major part del domini occità.

Aquests trets no són exclusius del provençal, sinó que també es troben en el llenguadocià meridional parlat arreu de Montpeller. Així mateix, la vocalització de -l es dona en altres llocs del domini (per exemple en part del llemosí).
Els altres trets es fan visibles a partir del segle XVII: emmudiment de les consonants finals i sobretot algunes marques gramaticals com les -s del plural dels noms i adjectius, que desapareixen o que en certs casos es substitueixen per la terminació -ei pronunciada [ej/i]. En niçard però empren les terminacions -u/-i. Així la forma occitana més extensa los amics, las amigas es diu en provençal general leis amics, leis amigas i en niçard lu amics, li amigas.

## Classificacions subdialectals
- El provençal general comprèn dues varietats molt properes:
  - El provençal rodanenc. La seva extensió és a l'est del departament del Gard (cap a Nimes), el departament de Valclusa (cap a Avinyó, Aurenja) i l'oest del departament de les Boques del Roine (Arle, Camarga). Els "jueus del Papa", comunitats jueves d'Avinyó i del Comtat Venaissí van desenvolupar un subdialecte judeoprovençal específic (sovint anomenat shuadit). Aquestes són les característiques pròpies del rodanenc:
    - Morfologia:
      - Desinència de 1a persona al present de l'indicatiu és -e (cante) com en valencià.
      - L'article definit plural lei(s) es pronuncia [li(z)] i altres terminacions del plural en -ei(s).
      - Els següents pronoms tenen les formes occitanes generals: me, te,se ("em, et, es").

    - Fonètica:
      - Absència de diftongació de ò realitzat [ɔ] (bòn, pònt…).

  - El provençal marítim (o central o mediterrani). El seu domini comprèn l'est de les Boques del Roine (cap a Selon, Ais de Provença i Marsella), el departament del Var (Toló…) i l'oest dels Alps Marítims (cap a Canes, Antíbol, Grasse i Canha de Mar). El sud dels Alps d'Alta Provença coneix una transició dolça entre el provençal marítim i el vivaroalpí, que comença a partir de Dinha. Les característiques del marítim són:
    - Morfologia:
      - Desinència de 1a persona al present de l'indicatiu és -i (canti) com en rossellonès. Però és -o (canto/chanto) en la zona de transició cap al vivaroalpí i com en català central.
      - L'article plural lei(s) es pronuncia [lej(z)] i altres terminacions del plural en -ei(s) es pronuncien [ej(z)].
      - Els següents pronoms tenen les formes mi, ti, si en lloc de les formes occitanes generals me, te,se ("em, et, es").

    - Fonètica:
      - Presència de diftongs amb ò realitzat [wɔ/we/wa] (bòn, pònt…).
      - Caiguda de -s- [z] entre dues vocals: camisa > camiá, vesi > vieu (veig), famosa > famoá.
- El provençal niçard es parla en el baix Comtat de Niça i de manera residual a Mònaco (l'alt Comtat de Niça és de dialecte vivaroalpí). Alguns opinen que es tracta d'un dialecte distint del provençal, per raons més culturals que no pas dialectològiques. Prou particular, el niçard es caracteritza per: 
  - La desinència de 1a persona al present de l'indicatiu que és -i (canti) com en rossellonès. Però és -o (canto/chanto) en la zona de transició cap al vivaroalpí i com en català central.
  - La conservació de la -a final àtona pronunciada [a] (en lloc de [ɔ] com en provençal general).
  - La pronunciació de la majoria de les consonants finals (en lloc d'emmudir-les com en provençal general). Però la terminació -s del plural s'ha emmudit i explica, en certs casos, l'aparició de formes noves del plural masculí amb -u i del plural femení amb -i (corresponent amb -ei(s) del provençal general). Així: la forma occitana general los amics, las amigas es diu en niçard lu amics, li amigas (però en provençal general: leis amics, leis amigas).
  - Una tendència a conservar paraules esdrúixoles (en lloc de transformar-les en paroles planes com en occità general i com en rossellonès). Així: diménegue (en lloc de dimenge "diumenge"), pàgina (en lloc de pagina).
  - Caiguda de -s- [z] entre dues vocals: camisa > camia, vesi > veï (veig), famosa > famoa.
  - Els següents pronoms tenen les formes mi, ti, si en lloc de les formes occitanes generals me, te,se ("em, et, es").

- El vivaroalpí, des del Vivarès cap als Alps, que és en realitat un dialecte distint del provençal segons les classificacions avui prou acceptades dels lingüistes Juli Ronjat i Pèire Bèc. Pertany al nord-occità (té cha en lloc de ca i ja per ga…). Però alguns poden arribar a considerar que és un "provençal alpí" per raons històriques i socials més aviat que lingüístiques. Aquesta assimilació identitària al dialecte i a la cultura provençal també pot afectar la part més oriental del departament llenguadocià d'Erau (Lunèl i voltants).

## Codificació i estandardització
Existeixen dos sistemes normatius concurrents a causa de la dura situació de diglòssia enfront del francès:
- La norma clàssica, desenvolupada particularment per Robèrt Lafont, unitària en l'àmbit occità, que s'acosta dels usos més tradicionals del provençal, dels altres dialectes occitans, de l'occità antic i també del català.
- La norma mistralenca, utilitzada particularment per Frederic Mistral, poc tradicional i que s'acosta dels usos francesos.

En les dues normes, existeixen tendències favorables a una estandardització del provençal, basada en la koiné literària iniciada pel Felibritge des del segle xix i bastant convergent amb les altres koinès regionals de l'occità. Així es dibuixen dues varietats regionals de l'occità estandàrd: el provençal general i el provençal niçard (a causa del particularisme cultural fort del Comtat de Niça). Emperò també hi ha tendències que defensen el localisme exacerbat i que rebutgen (o desestabilitzen) la codificació respecte a les dues normes.
| Comparació entre les dues normes existents en occità provençal (extret de la Declaració Universal dels Drets Humans) | Comparació entre les dues normes existents en occità provençal (extret de la Declaració Universal dels Drets Humans) |
| Norma clàssica | Norma mistralenca |
| --- | --- |
| Provençal general Totei lei personas naisson liuras e egalas en dignitat e en drech. Son dotadas de rason e de consciéncia e li cau (/fau) agir entre elei amb un esperit de frairesa. Provençal niçard Toti li personas naisson liuri e egali en dignitat e en drech. Son dotadi de rason e de consciéncia e li cau agir entre eli emb un esperit de frairesa. | Provençal general Tóuti li persouno naisson libro e egalo en dignita e en dre. Soun doutado de resoun e de counsciènci e li fau agi entre éli em'un esperit de freireso. Provençal niçard Touti li persouna naisson liéuri e egali en dignità e en drech. Soun doutadi de rasoun e de counsciència e li cau agì entre eli em'un esperit de frairesa. |

En català: "Totes les persones naixen lliures i iguals en dignitat i en dret. Són dotades de raó i de consciència i cal que actuïn entre elles amb un esperit de germanor."
| Altra comparació | Altra comparació |
| Norma clàssica (transcripció) | Norma mistralenca (original) |
| --- | --- |
| Mirèlha, Cant I (F. Mistral) Cante una chata de Provença. Dins leis amors de sa jovença, A travèrs de la Crau, vèrs la mar, dins lei blats, Umble [Umil] escolan dau grand Omèra [Omèr], Ieu la vòle seguir. Coma èra Ren qu'una chata de la tèrra, En fòra de la Crau se n'es gaire parlat. | Mirèio, Cant I (F. Mistral) Cante uno chato de Prouvènço. Dins lis amour de sa jouvènço, A travès de la Crau, vers la mar, dins li blad, Umble escoulan dóu grand Oumèro, Iéu la vole segui. Coume èro Rèn qu'uno chato de la terro, En foro de la Crau se n'es gaire parla. |

En català: "Canto una noia de Provença. / En les amors de la seva jovença, / A través de la Crau, vers la mar, en els blats, / Humil alumne del gran Homer, / Jo vull seguir-la. Com era / només una noia de la terra, / Fora de la Crau no se n'ha parlat gaire."
Es remarcarà que les dues normes, en general, difereixen sistemàticament per l'ortografia (notació dels sons) però noten quasi exactament la mateixa cosa: Cante una chata de Provença i Cante una chato de Prouvènço es pronuncien igual. 

La norma oral (recomanació de les formes parlades) difereix solament una mica entre norma mistralenca i norma clàssica. Per exemple, certs mots afrancesats són acceptats en norma mistralenca (umble/umble, Oumèro/Omèra) mentre que la norma clàssica aconsella d'evitar-los i de reemplaçar-los per formes occitanes més autèntiques (umil, Omèr).

## Secessionisme lingüístic
Després de molts anys de lluita per a establir quina grafia s'havia de fer servir per a escriure l'occità provençal, ha aparegut una tendència secessionista, que reivindica la norma mistralenca, però no representa pas el conjunt dels usuaris d'aquesta norma i a més és contrària a la visió unitària de la llengua d'oc de F. Mistral. Aquest secessionisme lingüístic va aparéixer durant els anys 1970 (amb Loís Baile) i ha estat reactivat des de la fi dels anys 1990 per l'universitari Felip Blanchet: recolzant-se sobre la identitat provençal, afirmen que el provençal seria una llengua i que s'hauria de parlar de "llengües d'oc" al plural i no d'una sola llengua. Rebutgen el terme unitari "occità". Aquesta tendència és molt marginal en l'àmbit de la lingüística romànica però és influent a alguns àmbits polítics i culturals locals. Nogensmenys no ha aconseguit convèncer la majoria del moviment cultural provençal, ni solament la comunitat científica dels lingüistes especialitzats en provençal.

## El provençal, suposat origen de les llengües romàniques
Durant la il·lustració i fins a principis de la revolució industrial, savis com Pasquier, Voltaire o Jean-François Marmontel creien que el provençal era la mare de les llengües romàniques. De fet, François Raynouard (1761-1836), després seguit per l'arqueòleg francès Arcisse de Caumont, afirmava que el provençal havia predominat des del segle VI al IX a tota França, i que d'ell havien sorgit les altres llengües romàniques. Les seves tesis, però, no es van poder sostenir. Friederich Diez, el fundador de la filologia romànica, va acabar refusant-les dient que totes les llengües romàniques s'havien derivat del llatí, independentment les unes de les altres.

## Exemple de text provençal
Un exemple en provençal (l’Article 1 de la Declaració Universal dels Drets Humans):
« Totei leis umans naisson liures e egaus en dignitat e en drechs. Son dotats de rason e de consciéncia. Se devon comportar leis uns emé leis autres dins un esperit de fraternitat.»
En català:
«Tots els éssers humans neixen lliures i iguals en dignitat i en drets. Són dotats de raó i de consciència, i han de comportar-se fraternalment els uns amb els altres.»